# Crassocephalum bougheyanum
Crassocephalum bougheyanum là một loài thực vật có hoa thuộc họ Asteraceae.
Loài này có ở Cameroon và Guinea Xích Đạo.
Môi trường sống tự nhiên của chúng là rừng khô nhiệt đới hoặc cận nhiệt đới.
Chúng hiện đang bị đe dọa vì mất môi trường sống.